# 浙江大学理学部
浙江大学理学部是浙江大学的一个学部，2009年6月成立，拥有数学系、物理学系、化学系、地球科学系、心理与行为科学系5个系，并设有学术委员会、学位委员会、人力资源委员会、教学委员会4个专门委员会。

## 专业设置
学部有12个本科专业。2009年招收硕士研究生335人、博士研究生180人，毕业本科生466人、硕士研究生137人、博士生176人。
2010年在校本科生1473人，研究生1743人（其中博士生741人）。

## 重点学科
有数学、化学2个一级学科国家重点学科；应用心理学、理论物理、凝聚态物理3个二级学科国家重点学科；计算数学、凝聚态物理、理论物理、光学、有机化学、物理化学、构造地质学7个省级重点学科。
学部拥有数学、物理学、化学、地质学、心理学5个博士后流动站；数学、物理学、化学、地质学、心理学5个一级学科博士点；27个专业具有博士学位授予权（2个共建），36个硕士学位授予权（2个共建）。

## 师资力量
2009年底，学部有教职工574名，其中6名中国科学院院士；149名博士生导师，143名硕士生导师，171名正高职人员，183名副高职人员。

## 研究中心
学部拥有27个研究所、3个校内研究中心，主要如下：
- 4个国家理科人才培养基地：数学、物理、化学、心理学
- 2个国家工科课程基地：化学、物理
- 2个国家级教学团队：化学基础课程、数学建模方法与实践
- 1个国家专业实验室：工业心理学
- 1个国家重点实验室：计算机辅助设计与图形学（CAD/CG）（核心部分）
- 2个浙江省重点实验室：应用化学、资源与环境信息系统
- 1个教育部研究中心：含油气盆地构造研究中心
- 1个国家级实验示范中心：化学实验中心
- 1个省级实验示范中心：物理实验中心